# 陵あきの
陵 あきの（りょう あきの、7月25日 - ）は、元宝塚歌劇団宙組の娘役。
神奈川県逗子市、慶應義塾女子高等学校出身。身長160cm。愛称は「あっこ」。

## 来歴
1988年、宝塚音楽学校入学。
1990年、宝塚歌劇団に76期生として入団。花組公演「ベルサイユのばら」で初舞台。
1991年、組まわりを経て星組に配属。同年、日向薫・毬藻えりトップコンビ退団公演となる「紫禁城の落日」で、新人公演初ヒロイン。
1992年、紫苑ゆう・白城あやかトップコンビ大劇場お披露目となる「白夜伝説」で、2度目の新人公演ヒロイン。
1993年の「うたかたの恋」で3度目の新人公演ヒロイン。
1996年の「エリザベート」では、ヴィンディッシュ嬢役を好演。
1998年1月1日付で、宙組創設に伴う発足メンバーとして宙組へ組替え。香港公演に参加。
1999年の「TEMPEST」でバウホール公演初ヒロイン。
可憐な少女から大人の女性まで演じることができる実力派娘役として活躍したが、2002年3月24日の「カステル・ミラージュ／ダンシング・スピリット!」東京公演千秋楽をもって、宝塚歌劇団を退団。

## 宝塚歌劇団時代の主な舞台

### 初舞台
- 1990年3 - 5月、花組『ベルサイユのばら』[2]

### 星組時代
- 1991年3月、『アポロンの迷宮』 - 新人公演：リサ[16]（本役：万理沙ひとみ）『ジーザス・ディアマンテ -夢の王の夢-』（東京宝塚劇場のみ）
- 1991年5 - 8月、『恋人たちの肖像』 - 新人公演：シュテファニー[17]（本役：万理沙ひとみ）『ナルシス・ノアール』
- 1991年11 - 1992年3月、『紫禁城の落日』 - 新人公演：婉容（本役：毬藻えり） 新人公演初ヒロイン[5]
- 1992年5 - 8月、『白夜伝説』 - 新人公演：フレイヤ（本役：白城あやか）『ワンナイト・ミラージュ』 新人公演ヒロイン[5]
- 1992年10月、『ハロー、ジョージ!』（バウホール） - レイラ[18]
- 1993年1 - 2月、『宝寿頌』『PARFUM DE PARIS』（宝塚大劇場）[19]
- 1993年2 - 3月、『ハロー、ジョージ!』（日本青年館）[20]
- 1993年4月、『宝寿頌』『PARFUM DE PARIS』（東京宝塚劇場）[21]
- 1993年6 - 8月、『うたかたの恋』 - 新人公演：ミリー・ステュベル（本役：花總まり）[22]『パパラギ -極彩色のアリア-』（宝塚大劇場）
- 1993年9 - 10月、『秋…冬への前奏曲 -コマロフスキー伯爵編-』 - ジゼラ[23]『ワンナイト・ミラージュ』（全国ツアー）
- 1993年11月、『うたかたの恋』 - ミリー・ステュベル、新人公演：マリー・ヴェッツェラ[6]（本役：白城あやか）『パパラギ -極彩色のアリア-』（東京宝塚劇場） 新人公演ヒロイン
- 1993年12 - 1994年1月、『ラ・トルメンタ』（バウホール） - クララ[22]
- 1994年2 - 3月、『若き日の唄は忘れじ』 - 新人公演：萩（本役：羽衣蘭）[24]『ジャンプ・オリエント!』（宝塚大劇場）
- 1994年4 - 5月、『うたかたの恋』[25]『パパラギ』（全国ツアー）
- 1994年6月、『若き日の唄は忘れじ』 - せつ、新人公演：留伊[26]（本役：万里柚美）『ジャンプ・オリエント!』（東京宝塚劇場）
- 1994年8 - 12月、『カサノヴァ・夢のかたみ』 - 新人公演：ルクレチア[27]（本役：朋舞花）『ラ・カンタータ!』
- 1994年11月、『燃える愛の翼-ミー・アモール-』（バウホール）[28] - ニーナ[29]
- 1995年2月、『若き日の唄は忘れじ』 - 萩[30]『ジャンプ・オリエント!』（中日劇場）
- 1995年3 - 5月、『国境のない地図』（宝塚大劇場） - 新人公演：技芸天女（本役：松本悠里）[31]
- 1995年5 - 6月、『燃える愛の翼 -ミー・アモール-』（日本青年館・愛知厚生年金会館）[30] - アンジェラ
- 1995年7月、『国境のない地図』（東京宝塚劇場） - 新人公演：技芸天女（本役：松本悠里）[31]
- 1995年9 - 11月、『剣と恋と虹と』 - サヴィーヌ（リニエールの恋人）[32]『ジュビレーション!』（宝塚大劇場）
- 1995年12月、『Action!』（シアター・ドラマシティ）[30]
- 1996年3月、『剣と恋と虹と』 - サヴィーヌ（リニエールの恋人）[33]『ジュビレーション!』（東京宝塚劇場）
- 1996年9月、『ドリアン・グレイの肖像』（バウホール） - モンマス公爵夫人[30]
- 1996年11 - 12月、『エリザベート -愛と死の輪舞-』（宝塚大劇場） - ヴィンディッシュ嬢[7]、新人公演：ルドヴィカ[34]（本役：英真なおき）[3]
- 1997年1月、『ドリアン・グレイの肖像』（日本青年館） - モンマス公爵夫人[35]
- 1997年3月、『エリザベート』（東京宝塚劇場） - 新人公演：ルドヴィカ[36]（本役：英真なおき）
- 1997年5 - 8月、『誠の群像 -新選組流亡記-』『魅惑II -ネオ・エゴイスト!-[37][38]』
- 1997年9月、『Elegy 哀歌』（バウホール） - カミーラ[39]

### 宙組時代
- 1998年1月、『夢幻宝寿頌』『This is TAKARAZUKA!』[40]（香港カルチュラルセンター）
- 1998年3 - 5月、『エクスカリバー -美しき騎士たち-』 - ケイト[41]『シトラスの風』（宝塚大劇場） 初エトワール[42]
- 1998年6月、『嵐が丘』（日本青年館・愛知厚生年金会館） - イザベラ[40]
- 1998年9月、『バウ・ボヤージュ!』（バウホール）[43]
- 1999年4 - 5月、『エクスカリバー』 - ケイト[44]『シトラスの風』（全国ツアー）
- 1999年6 - 8月、『激情-ホセとカルメン-』 - ミカエラ[45]『ザ・レビュー'99』（宝塚大劇場）
- 1999年9月、『TEMPEST-吹き抜ける九龍-』（バウホール） - ミランダ・ネスタ バウ初ヒロイン[13]
- 1999年10 - 11月、『激情-ホセとカルメン-』 - ミカエラ[46]『ザ・レビュー'99』（1000days劇場）
- 2000年1 - 5月、『砂漠の黒薔薇』 - ミスカー[47]『GLORIOUS!!』
- 2000年6 - 7月、『うたかたの恋』 - エリザベート皇后[48]『GLORIOUS!!』（全国ツアー）
- 2000年8 - 12月、『望郷は海を越えて』 - リュドミラ[7][49]『ミレニアム・チャレンジャー!』[3]
- 2001年2月、『望郷は海を越えて』 - リュドミラ[50]『ミレニアム・チャレンジャー!』（中日劇場）
- 2001年4 - 8月、『ベルサイユのばら2001-フェルゼンとマリー・アントワネット編-』 - ロザリー[51]
- 2001年9月、『フィガロ!』（バウホール・日本青年館） - ジョアンナ[52]
- 2001年11 - 2002年3月、『カステル・ミラージュ -消えない蜃気楼-』 - ジュリエッタ[53]『ダンシング・スピリット!』 退団公演[2][15]